# Cloruro di esamminocobalto(III)
Il cloruro di esamminocobalto(III) è il composto chimico di formula [Co(NH3)6]Cl3. Questo composto di coordinazione è considerato un prototipo di "complesso di Werner", dal nome di Alfred Werner, pioniere della chimica di coordinazione. Il sale contiene il catione complesso [Co(NH3)6]3+ e tre anioni Cl–.

## Storia
[Co(NH3)6]Cl3 fu descritto per la prima volta da Fremy nel 1852.

## Struttura e proprietà
Il [Co(NH3)6]3+ è un complesso ottaedrico a basso spin del Co(III), diamagnetico. In condizioni normali è un solido giallo arancio. Nello spettro di assorbimento sono presenti bande di trasferimento di carica legante→metallo a lunghezza d'onda inferiore a 250 nm e bande centrate sul metallo a circa 330 e 470 nm; quest'ultima è responsabile del colore del composto.

## Sintesi
La sintesi del [Co(NH3)6]Cl3 parte da CoCl2·6H2O, perché il corrispondente sale di Co(III) non è stabile. Dapprima CoCl2·6H2O è trattato con ammoniaca e cloruro d'ammonio. In seguito si procede all'ossidazione usando perossido di idrogeno o ossigeno in presenza di un catalizzatore di carbone.
Gli anioni cloruro in [Co(NH3)6]Cl3 possono essere scambiati facilmente con altri anioni come nitrato, bromuro e ioduro ottenendo il corrispondente derivato [Co(NH3)6]X3. Questi sali sono anch'essi di colore giallo arancio e hanno solubilità differenti in acqua.
Alternativamente si possono usare procedure di sintesi differenti. Ad esempio l'acetato si può preparare per ossidazione all'aria in metanolo utilizzando acetato di cobalto(II), acetato d'ammonio e ammoniaca. L'acetato è molto più solubile in acqua (1,9 M a 20 °C) rispetto al cloruro (0,26 M a 20 °C).

## Reattività
[Co(NH3)6]3+ rappresenta un classico esempio di complesso inerte alla sostituzione dei leganti, tanto che può essere ricristallizzato immutato da acido cloridrico concentrato. In seguito a riscaldamento [Co(NH3)6]3+ può invece perdere i leganti ammoniaca.
I leganti ammoniaca possono essere persi anche per irradiazione UV.
[Co(NH3)6]3+ è utilizzato in alcuni metodi di cristallizzazione delle proteine per poterne risolvere la struttura tramite cristallografia a raggi X.